# الاتحاد العالمي للقط
الاتحاد العالمي للقط (بالإنجليزية: (World Cat Federation (WCF)‏، هو اتحاد عالمي تأسس في ريو دي جانيرو في عام 1988 ويقع مقره الرئيسي في ألمانيا. يجمع الاتحاد أكثر من 540 ناديا في مختلف أنحاء العالم ويعترف بأكثر من ستين سلالة من القطط.